# Parafia św. Dominika w Krzynowłodze Małej
Parafia pw. Świętego Dominika w Krzynowłodze Małej – parafia należąca do dekanatu dzierzgowskiego, diecezji płockiej, metropolii warszawskiej. Siedziba parafii mieści się w Krzynowłodze Małej.

## Kościół parafialny
Pierwszy kościół powstał w XV wieku. Obecny kościół wzniesiono na początku XVI w. z fundacji Jana Łosia, podsędka ciechanowskiego, starosty pułtuskiego. W XVII w. dobudowano wieżę, przekształconą następnie w XIX i XX w. Wewnątrz kościoła barokowa chrzcielnica z pierwszej połowy XVIII w., kropielnica granitowa gotycka z XVI w., relikwiarz w formie krzyża z pierwszej połowy XVII w. W kościele znajdują się również drewniane rzeźby z XVI i XVII wieku a także 5 barokowych ołtarzy. Kościół znajduje się na liście zabytków (numer rejestrowy zabytku A-410).
Kaplica św. Piotra i Pawła
Na terenie parafii w Rudnie Jeziorowym znajduje się kaplica pod wezwaniem św. Piotra i Pawła poświęcona w 1984 r.